# Methanosaeta
En taxonomía, Methanosaeta es un género de organismos microbiales dentro Methanosaetaceae. Como otras especies de esta familia, las de Methanosaeta metaobolizan acetato como única fuente de energía.  Contiene dos especies, Methanosaeta concilii, que es la especie tipo (cepa tipo GP6) y Methanosaeta thermophila. Por un tiempo, algunos científicos creían que tenía una tercera especie, Methanosaeta soehngenii, pero porque no se describió basa en un cultivo puro, ahora se llama Methanothrix soehngenii.

## Significado
Las especies de Methanosaeta son algunas de los metanógenos más activos en humedales, que son los tipos de terrenos que producen más metano. 
El metano, a igualdad de peso volumétrico, retiene veinte veces más calor que el dióxido de carbono y hace una gran contribución al calentamiento global, pero también tiene aplicaciones como un biocombustible. 
Científicos de la Universidad de Massachusetts Amherst han descubierto que Methanosaeta tiene la capacidad de reducir dióxido de carbono en metano a través de conexiones eléctricas con otros microogranismos.

## Otras lecturas

### Revistas científicas
- Hwang, Seokhwan (septiembre de 2014). «Bioreource Technology». Elsevier 168 (Sp. Iss.): 59-63. PMID 24767792. doi:10.1016/j.biortech.2014.03.161.
- Patel GB; Sprott GD (1990). «Methanosaeta concilii gen. nov., sp. nov. ('Methanothrix concilii') and Methanosaeta thermoacetophila nom. rev., comb. nov». Int. J. Syst. Bacteriol. 40: 79-82. doi:10.1099/00207713-40-1-79.
- Buchanan, RE (1960). «Chemical terminology and microbiological nomenclature». Int. Bull. Bacteriol. Nomencl. Taxon. 10: 16-22. doi:10.1099/0096266X-10-1-16.

### Libros científicos
- Boone DR; Whitman WB; Koga Y (2001). «Family II. Methanosaetaceae fam. nov.».  En DR Boone; RW Castenholz, eds. Bergey's Manual of Systematic Bacteriology Volume 1: The Archaea and the deeply branching and phototrophic Bacteria (2nd edición). Nueva York: Springer Verlag. ISBN 978-0-387-98771-2.

### Bases de datos científicos
- PubMed
- PubMed Central
- Google Scholar